# Ушастый ёж
Уша́стый ёж (лат. Hemiechinus auritus) — вид млекопитающих рода ушастых ежей.

## Внешний вид
Отличается от обычного ежа большим размером ушной раковины: длина его ушей до 5 см. Иглами покрыта только спина. Размеры мелкие: длина тела 12—27 см, длина хвоста 17—23 мм; подвид, живущий в Пакистане и Афганистане, вырастает до 30 см. Масса самцов — до 430 г, а самок — от 200 до 505 г, что в 2 раза меньше, чем у обыкновенного ежа. Ноги высокие. Мордочка острая. На лбу виден «пробор» — полоска голой кожи. Волосяной покров светлый, мягкий; на мордочке от серо-чёрного до светло-коричневого. Иглы тонкие и короткие, длиной 17—19 мм, покрытые продольными валиками и бороздками. Окраска игл зависит от ареала: от светло-соломенного до чёрного. В Афганистане и Пакистане ежи коричневые. Альбиносы встречаются, но крайне редко.

## Распространение
Ушастый ёж водится в сухих степях, полупустынях и пустынях, населяя Израиль, Ливию, Египет, Кипр, Малую Азию, Кавказ и Закавказье, Иран, Ирак, Пакистан, Афганистан, частично Индию, Среднюю Азию, Казахстан, Синьцзян-Уйгурский район Китая и Монголию (пустыня Гоби). На территории России встречается от низовьев Дона и Поволжских степей до Оби, а также в Новосибирской области.

## Образ жизни и питание

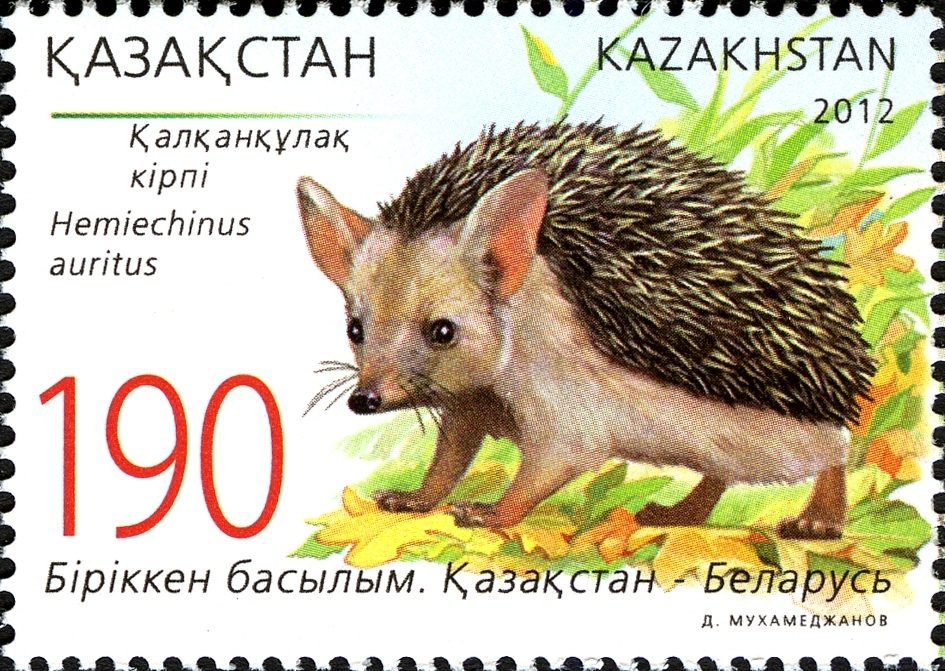
Ушастый ёж на почтовой марке Казахстана, 2012

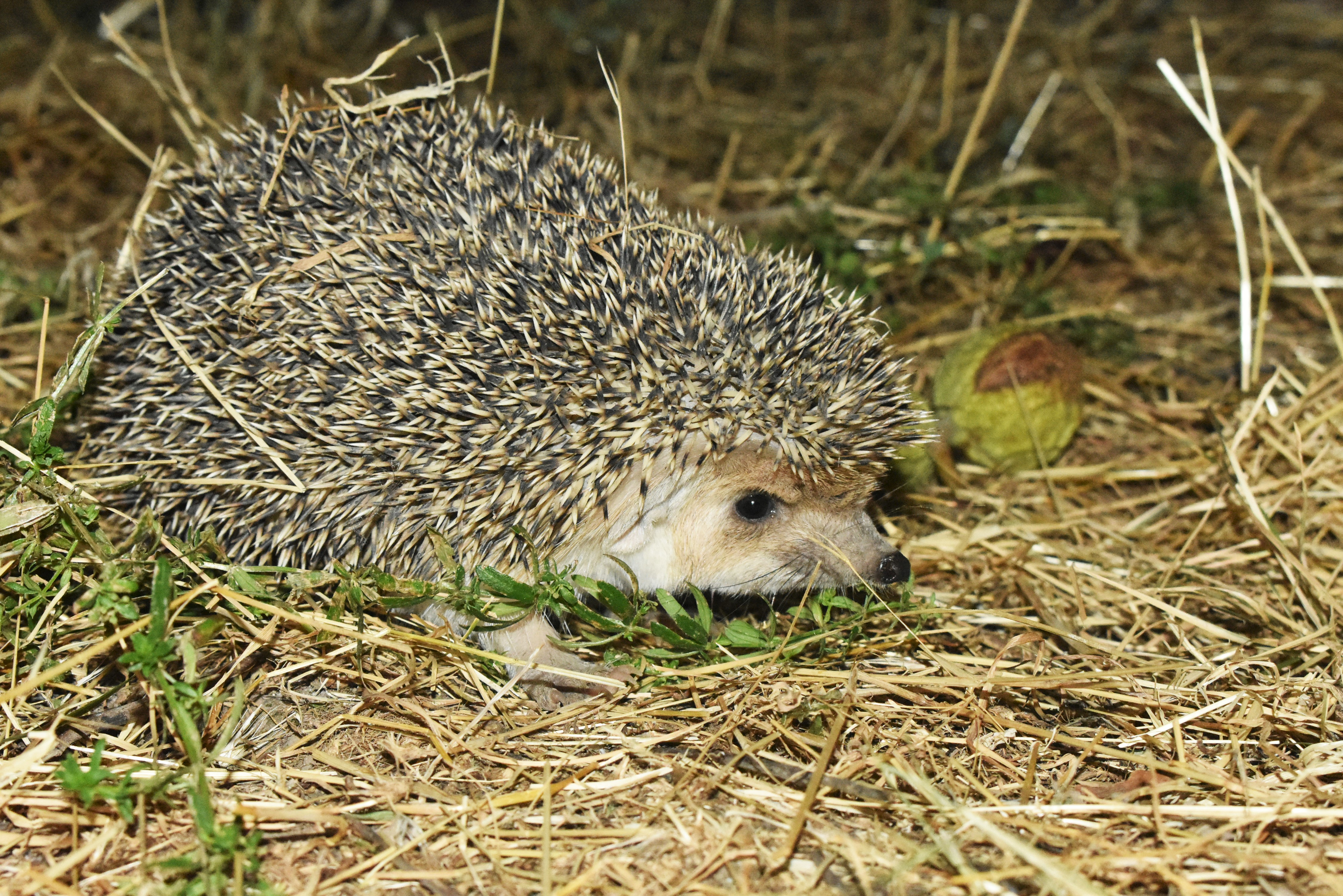

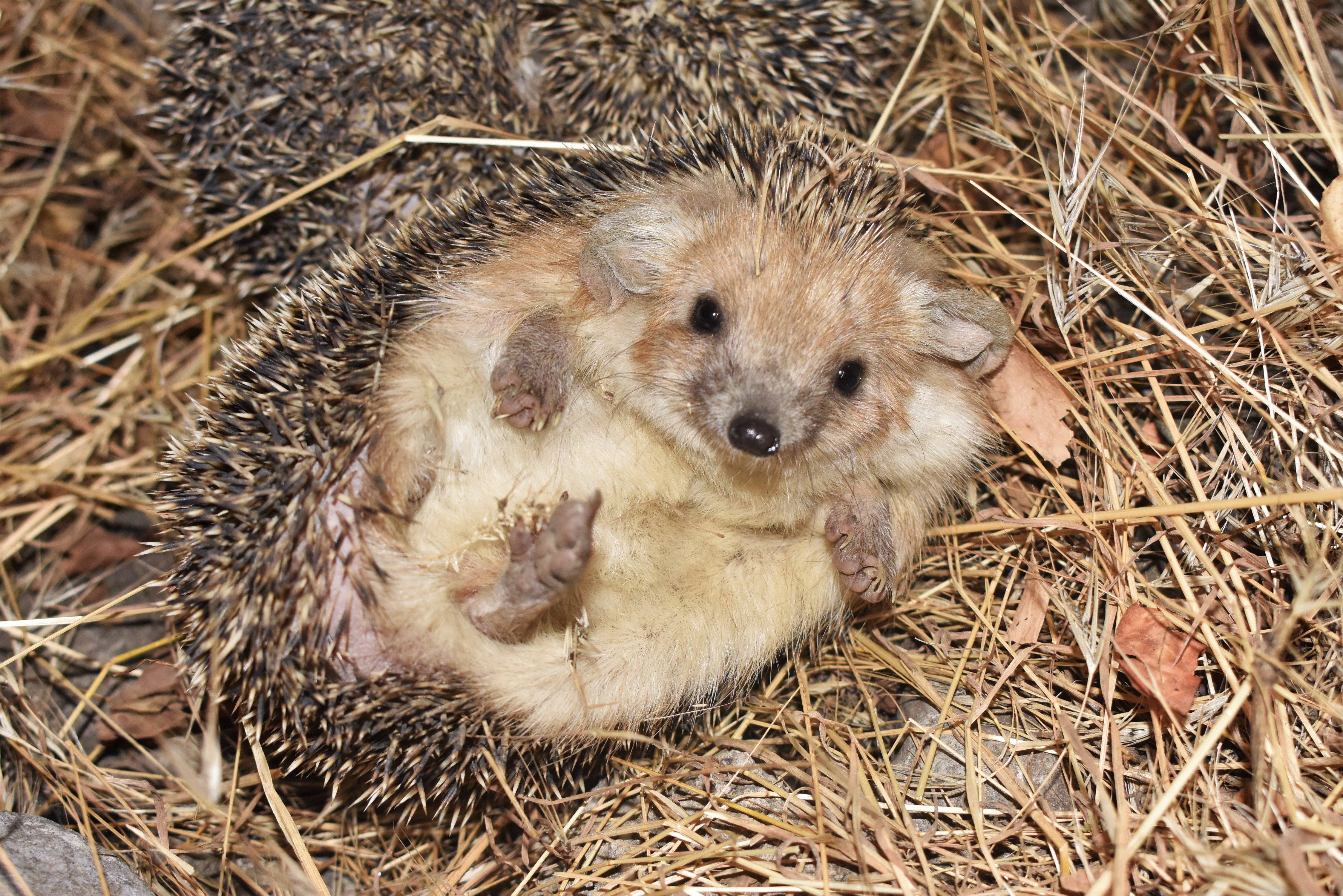

Привычные места его обитания — сухие степи и полупустыни, в которых он придерживается долин рек, орошаемых земель, влажных оврагов, заброшенных арыков. Часто встречается возле населенных пунктов, в оазисах и в лесополосах. Избегает участков степей и пустынь со скудной, быстро выгорающей растительностью, тугайных зарослей с высоким густым травостоем. Активен в тёмное время суток (за ночь может пройти до 7—9 км), день проводит в норе. Норы роет сам — длиной до 150 см, реже использует брошенные норы песчанок, лисиц и других животных. Использует также временные убежища — углубления в земле под корнями, кустами и камнями. К осени накапливает жир. В спячку залегает в конце октября — начале ноября, пробуждается в конце марта — начале апреля. В тёплых районах впадает в спячку только при отсутствии корма.
Основу рациона составляют насекомые, особенно жуки (бегуны, чернотелки, медляки, хрущи) и муравьи. В единичных случаях в желудке ежа обнаруживали остатки жаб, ящериц и перья мелкой птицы. Иногда ест растительные корма — шишкоягоды эфедры, семена, фрукты. Ушастые ежи способны долгое время обходиться без еды и воды — в лабораторных условиях до 10 недель.
Ушастый ёж заметно проворней обыкновенного ежа. В случае опасности он сворачивается в шар неохотно, обычно только подгибает голову вниз, шипит и старается уколоть противника. Очень устойчив к перегреву и многим токсинам (змеиный, пчелиный и осиный яды). К яду гадюки ушастый ёж в 45 раз более устойчив, чем морская свинка. На него охотятся хищные птицы, барсуки, лисицы, волки. Является хозяином иксодовых клещей, в том числе Dermacentor marginatus, переносчика пироплазмозов домашних животных.

## Размножение
В холодных частях ареала самка рожает детёнышей 1 раз в год, в тёплых — до двух раз. Сезон размножения в тёплых странах наступает в июле — сентябре, в России — в апреле. После спаривания самка прогоняет самца и начинает строить или расширять выводковую нору. Беременность длится 35—42 дня. Рождается 3—8 голых детёнышей. Через 2 часа они уже покрыты редкими, мягкими иглами, которые к 2 неделям жизни сменяются твёрдыми. Через 7—10 дней у ежат открываются глаза, через 3 недели они начинают есть взрослую пищу. Лактация продолжается до 35 дней. В возрасте 50 дней молодые ежи начинают самостоятельную жизнь. Самки достигают половой зрелости в 11—12 месяцев, самцы обычно в 2 года. Продолжительность жизни в неволе — 3—6 лет.